# Parasetigena jilinensis
Parasetigena jilinensis là một loài ruồi trong họ Tachinidae.